# Len Hauss
Pour les articles homonymes, voir Hauss.
(en) Statistiques sur pro-football-reference
Leonard Moore Hauss, dit Len Hauss, né le 11 juillet 1942 à Jesup, en Géorgie et mort le 15 décembre 2021, est un joueur professionnel américain de football américain, occupant le poste de centre, dans la National Football League (NFL), pour les Redskins de Washington de 1964 à 1977. Au niveau universitaire, il joue pour les Bulldogs de l'université de Géorgie.
Le 26 janvier 1978, il devient président de la National Football League Players Association (NFLPA).

## Jeunesse
Hauss fréquente le lycée de Jesup, où il a joué au football américain en tant que fullback. En dernière année, il court pour 1 500 yards et marque 15 touchdowns,. Pendant son séjour au lycée, il est nommé dans les équipes All-Region, All State, All-Southern et Prep All-America.
En 1959, il mène les Yellow Jackets à un bilan de onze victoires pour deux défaites et au championnat d'état, en battant la Rossville High School en finale sur le score de 35-7.

## Carrière universitaire
Hauss fréquente l'université de Géorgie, où il joue pour les Bulldogs et occupe le poste de centre. Il reçoit les honneurs de l'équipe All-Southeastern Conference en deuxième année.
Hauss était membre de la fraternité Sigma Chi.

## Carrière professionnelle
Hauss est sélectionné au neuvième tour (115e au total) de la draft 1964 de la NFL (en) par les Redskins de Washington. Il est titulaire pour la première fois lors du quatrième match de la saison 1964, une place qu'il ne perdra pas avant la retraite. Hauss contribue à mener les Redskins au Super Bowl VII en 1972. Il est titularisé pendant 192 matchs consécutifs pour les Redskins entre 1964 et 1977. Il est nommé au Pro Bowl à cinq reprises en 1966, 1968-1970 et 1972. En 1978, il est remplacé par Bob Kuziel (en).
Le 26 janvier 1978, il devient président de la National Football League Players Association (NFLPA), poste qu'il occupe jusqu'en 1980.

## Après-football
Après avoir pris sa retraite de la NFL, Hauss est entré dans le secteur des services financiers.